# Поттувил
Поттувил (англ. Pottuvil, там. பொத்துவில, синг. පොතුවිල) или Потувил или Поттувил — город на восточном побережье Шри-Ланки. Является столицей подразделения ОС Поттувил округа Ампара в Восточной провинции. Город сильно пострадал в 2004 году от цунами в Индийском океане. Населен преимущественно тамилами, при этом значительная часть населения исповедует ислам. Находится в 4 километрах от популярного туристического города Аругам Бэй. Развит сёрфинг.